# Lijstaanvoerders steals Dutch Basketball League
Deze pagina bevat alle lijstaanvoerders in steals per wedstrijd in de Dutch Basketball League (ook bekend als de Eredivisie). De speler die aan het eind van een Dutch Basketball League-seizoen het hoogste gemiddelde steals per wedstrijd had kreeg deze titel.

## Recente lijstaanvoerders
| Seizoen | Speler          | Pos. | Nat.                      | Club                     | Stad             | Steals | SPW |
| ------- | --------------- | ---- | ------------------------- | ------------------------ | ---------------- | ------ | --- |
| 2005–06 | Anthony Dill    | SF   | Vlag van Verenigde Staten | Rotterdam Basketbal      | Rotterdam        | 78     | 3.4 |
| 2006–07 | Ryan Sears      | PG   | Vlag van Verenigde Staten | Matrixx Magixx           | Nijmegen         | 122    | 3.1 |
| 2007–08 | Guido Grünheid  | PF   | Vlag van Duitsland        | Hanzevast Capitals       | Groningen        | 104    | 3.1 |
| 2008–09 | Ryan Sears (2)  | PG   | Vlag van Verenigde Staten | Matrixx Magixx           | Nijmegen         | 122    | 3.1 |
| 2009–10 | Torey Thomas    | PG   | Vlag van Verenigde Staten | Matrixx Magixx           | Nijmegen         | 86     | 2.9 |
| 2010–11 | Frank Turner    | PG   | Vlag van Verenigde Staten | EiffelTowers Den Bosch   | 's-Hertogenbosch | 87     | 2.4 |
| 2011–12 | David Gonzalvez | SG   | Vlag van Verenigde Staten | EiffelTowers Den Bosch   | 's-Hertogenbosch | 71     | 2.5 |
| 2012–13 | Josh Magette    | PG   | Vlag van Verenigde Staten | Landstede Basketbal      | Zwolle           | 92     | 2.6 |
| 2013–14 | Darius Theus    | PG   | Vlag van Verenigde Staten | Aris Leeuwarden          | Leeuwarden       | 111    | 3.1 |
| 2014–15 | J.T. Tiller     | PG   | Vlag van Verenigde Staten | Landstede Basketbal      | Zwolle           | 71     | 2.7 |
| 2015–16 | Worthy de Jong  | SG   | Vlag van Nederland        | Zorg en Zekerheid Leiden | Leiden           | 78     | 2.9 |